# Georg Wallgren

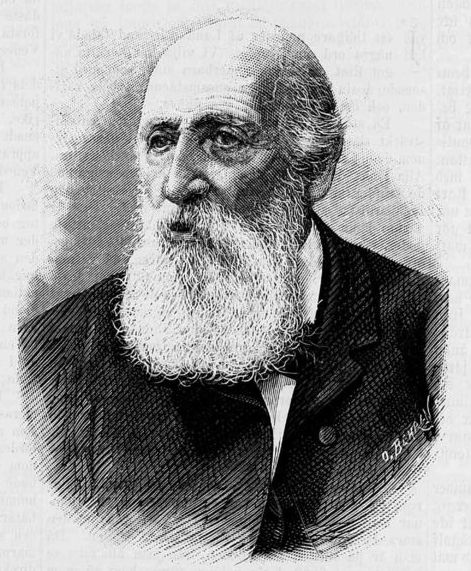
Georg Wallgren.

Georg Wallgren, född 29 januari 1814 i Lappträsk, död 8 december 1889 i Borgå, var en finländsk läkare och politiker.
Georg Wallgren blev filosofie kandidat och filosofie magister 1836, medicine kandidat 1843, medicine licentiat 1845 samt medicine och kirurgie doktor 1847. Han blev stadsläkare i Borgå 1846 och provinsialläkare i Lovisa 1879. Åren 1882–87 var Wallgren innehavare av motsvarande tjänst i Helsingfors distrikt och som sådan bosatt i Borgå. Han fick titeln professor 1868. Wallgren var ledamot av borgarståndet i lantdagarna 1872,1877–78 och1882. Han var borgarståndets talman vid senare delen av 1877-78 års lantdag.
Han var far till Ville Vallgren och Axel Wallgren.